# سه مرد سوارکار
سه مرد سوارکار (انگلیسی: Three Mounted Men) یک فیلم صامت وسترن به کارگردانی جان فورد است که در سال ۱۹۱۸ منتشر شد. این فیلم را امروزه یک فیلم گمشده می‌دانند.

## گزیدهٔ بازیگران
- هری کری
- نوا گربر
- هری کارتر
- چارلز هیل میلز
- آنا تاون‌سند
- الا هال